# Seznam dřívějších destinací z letiště Václava Havla Praha
Toto je seznam dřívějších destinací a leteckých společností létající z letiště Václava Havla Praha. Seznam jak dopravců tak leteckých cílů nemusí být úplný, počítá s ověřenými linkami od založení, tedy 1937.

## Legenda
První kolonka letecká společnost uvádí leteckou společnost, která danou linku provozovala. Původ znamená původ dané letecké společnosti – resp. zemi, kde má sídlo. Kolonka destinace odkazuje na letiště kam tato letecká společnost létala. „Z" znamená začátek linky, „K" její konec. Poslední sloupec obsahuje referenci.

## Osobní linky

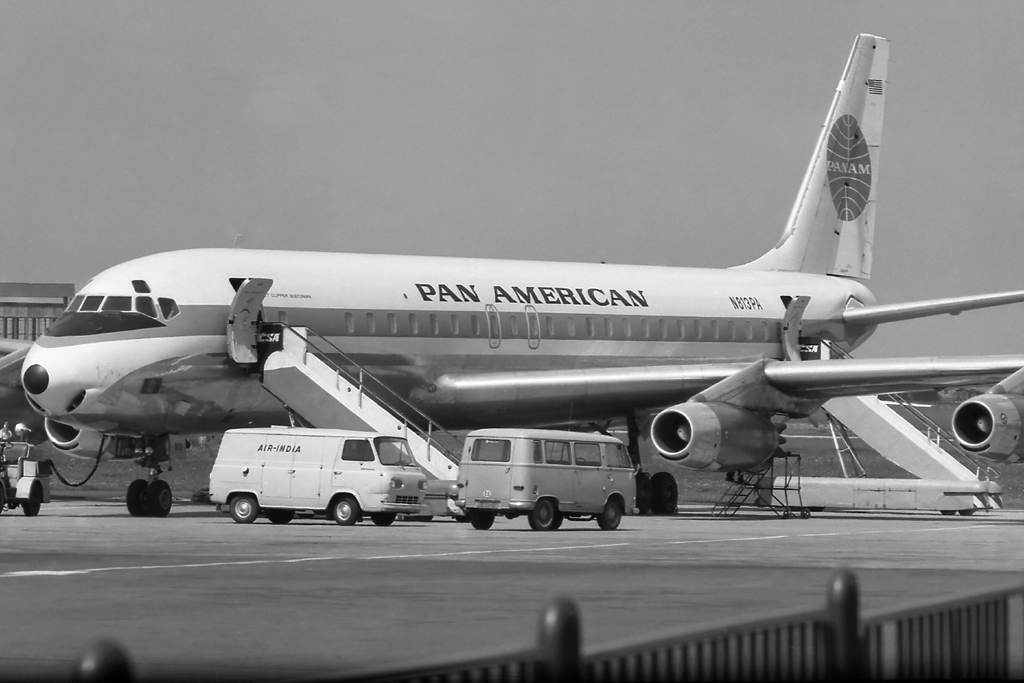
Douglas DC-8 společnosti Pan Am po příletu z New Yorku v roce 1966

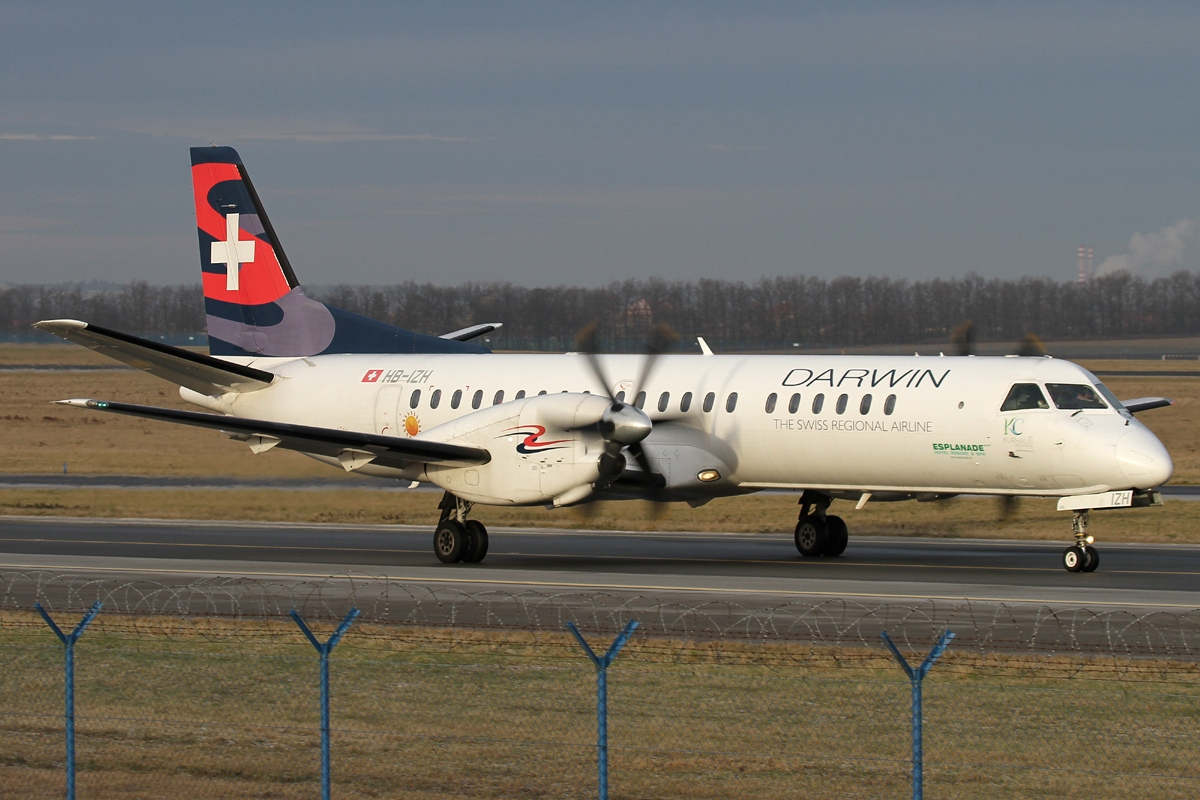
Švýcarská společnost Darwin, ta do Prahy provozovala mezi roky 2012 až 2013 lety z Ženevy Saabem 2000

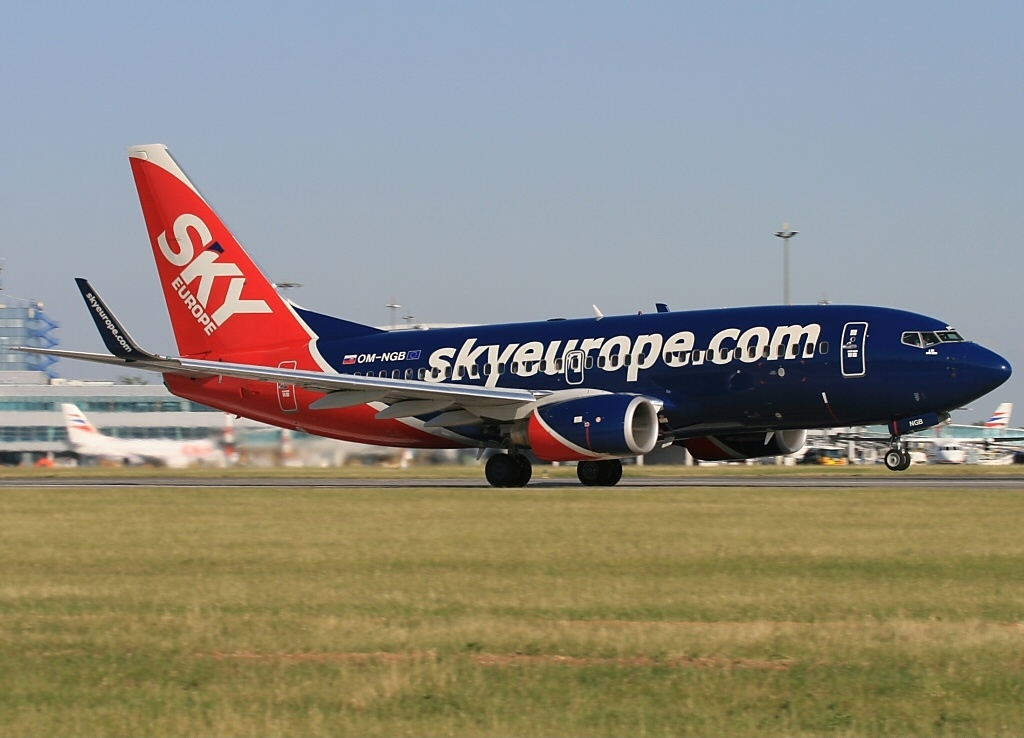
Zaniklá společnost, která dříve Prahu využívala jako svůj letecký uzel – SkyEurope Airlines v roce 2007, letoun Boeing 737-700

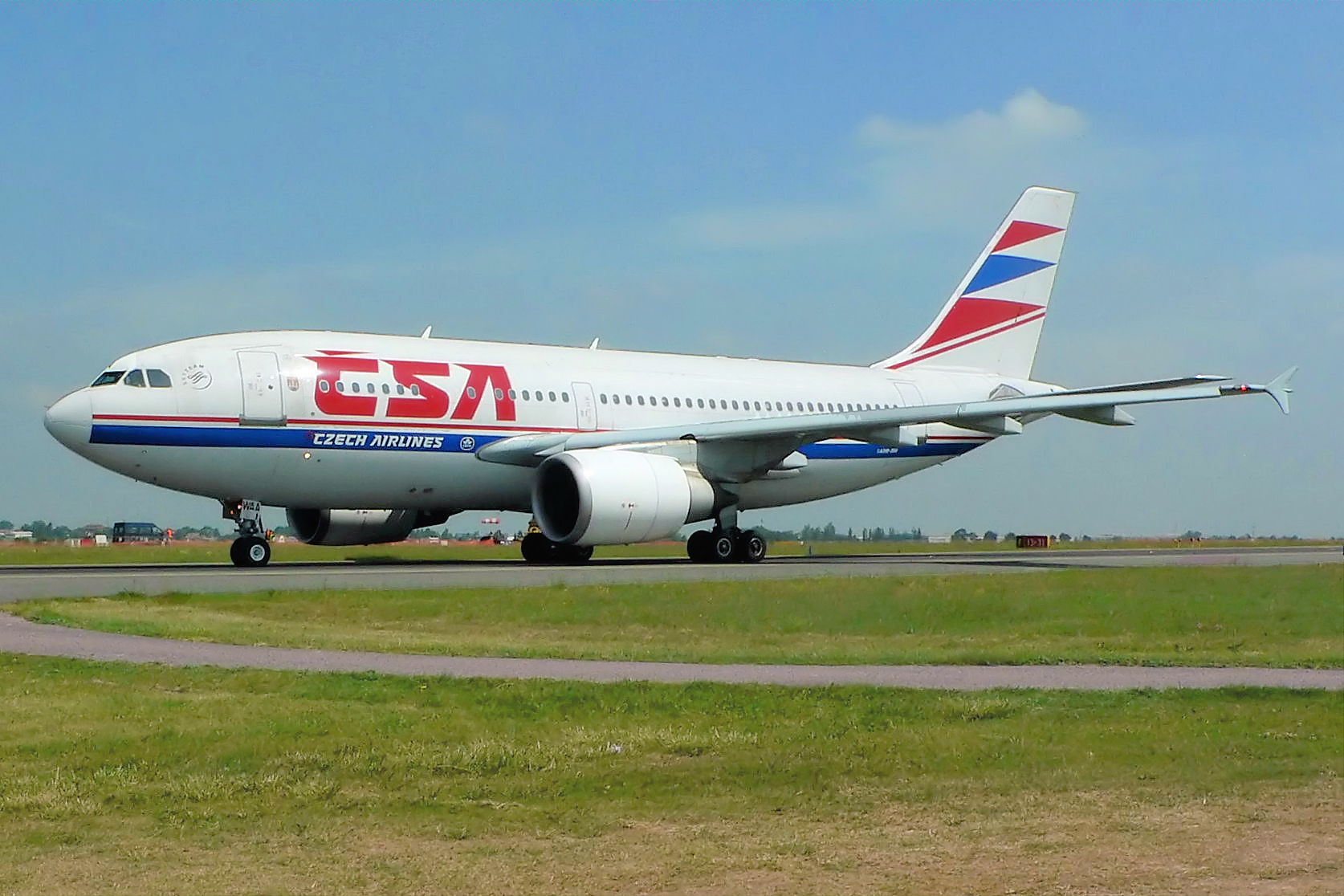
České aerolinie létaly svými Airbusy A310 z Prahy v minulosti například do Chicaga či Atlanty

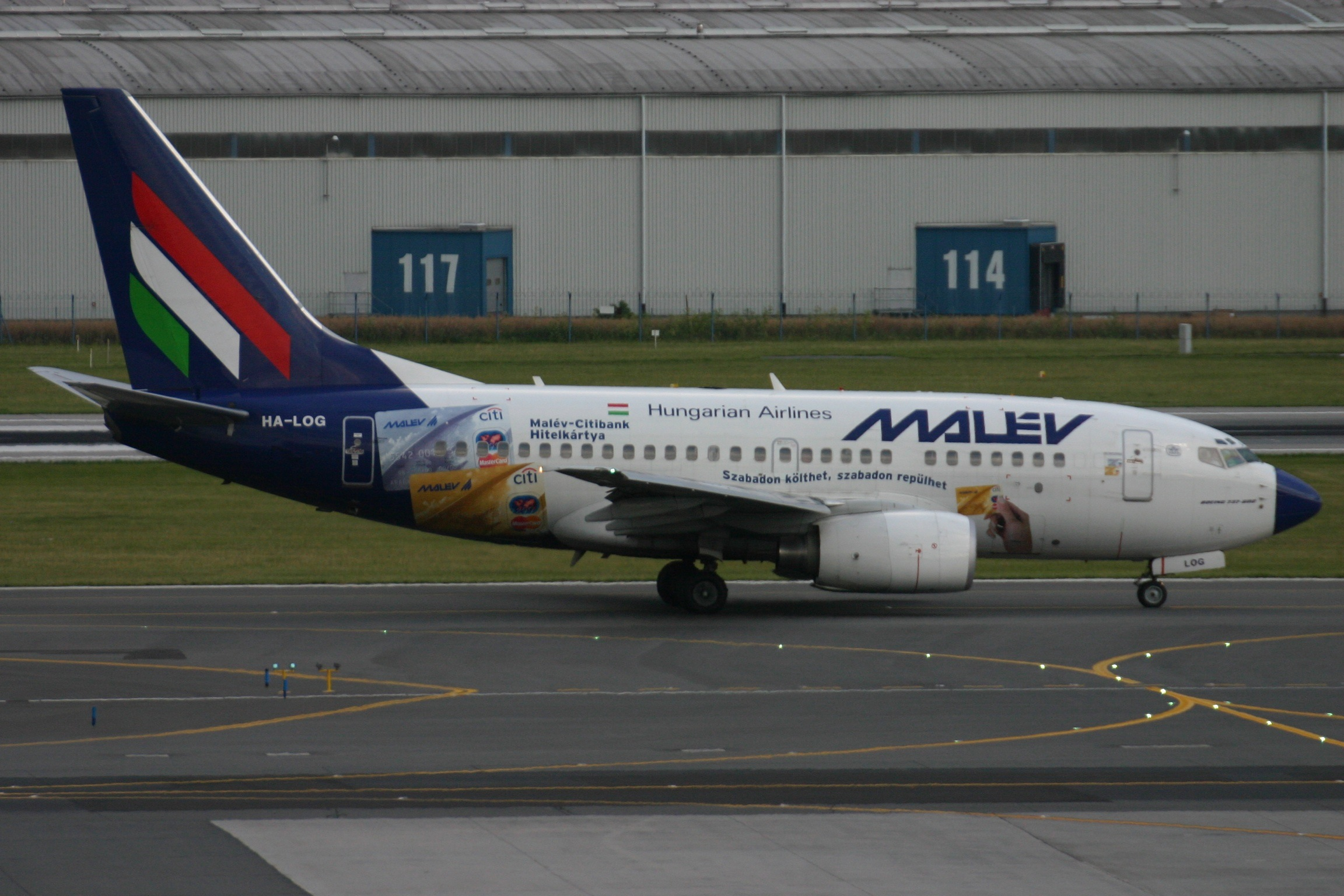
Zaniklá maďarská společnost Malév létala do Prahy z Budapešti

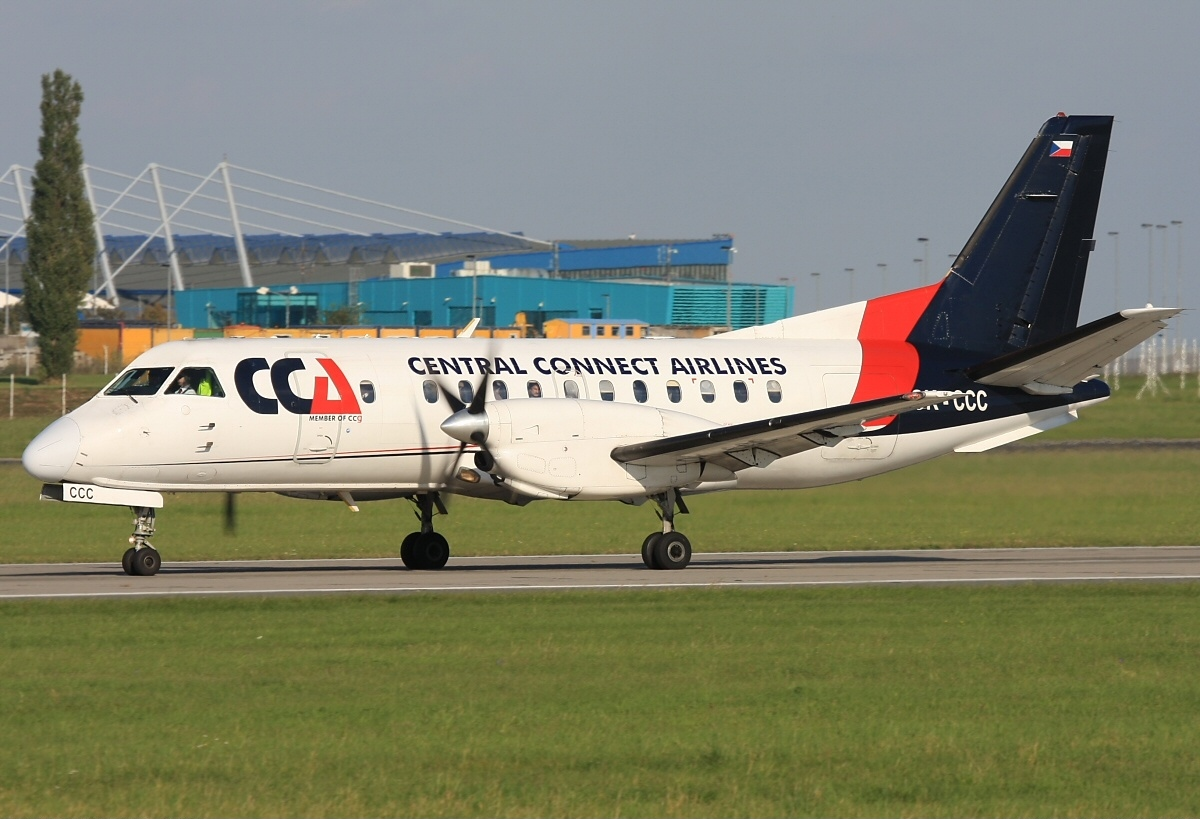
Saab 340B české společnosti Central Connect Airlines v Praze

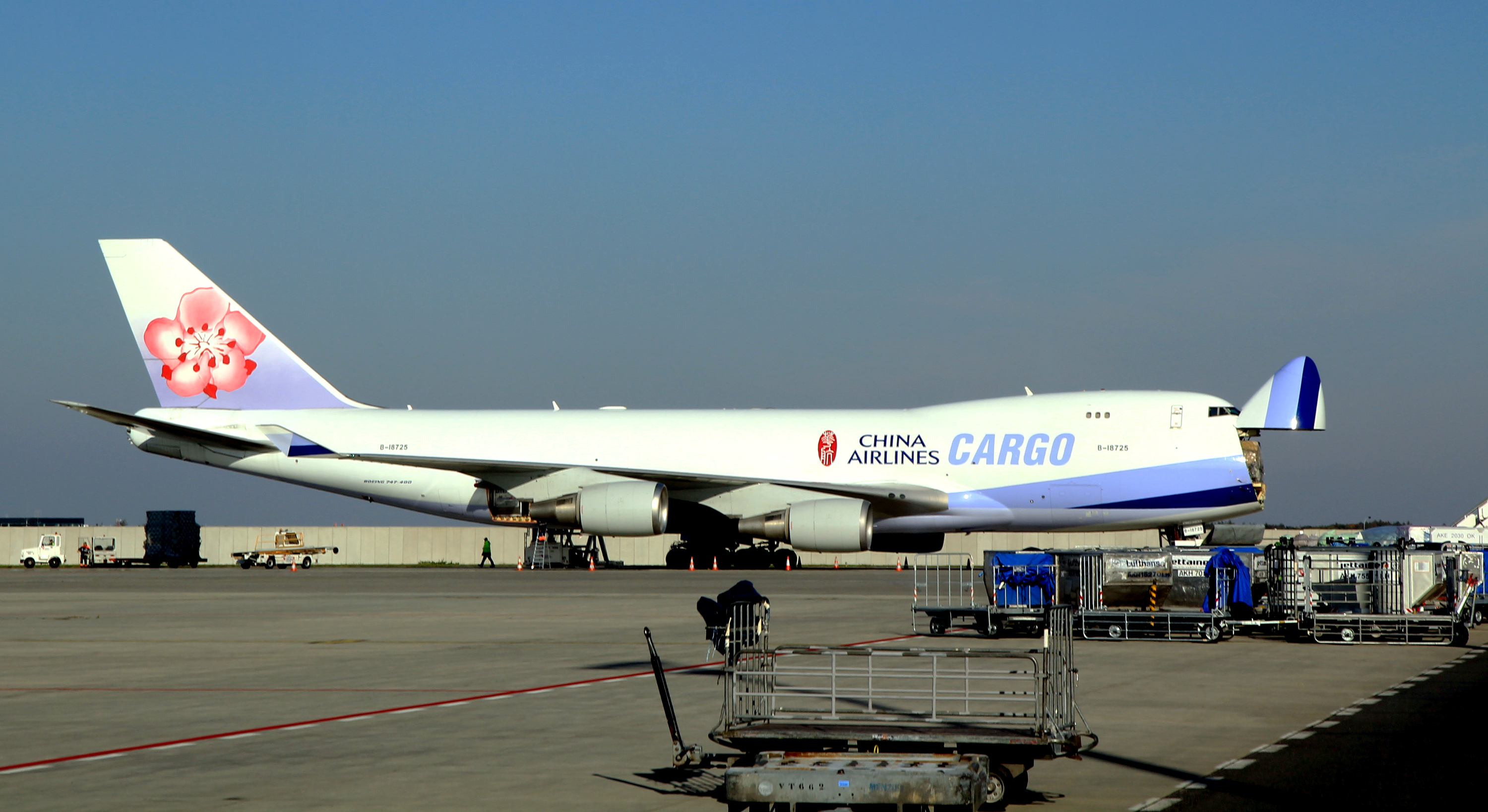
Nákladní Boeing 747 China Airlines v Praze, 2015

| Letecká společnost       | Původ                  | Destinace          | Z    | K    | Ref           |
| ------------------------ | ---------------------- | ------------------ | ---- | ---- | ------------- |
| Adria Airways            | Slovinsko              | Lublaň             | 2014 | 2019 |               |
| Aerosvit                 | Ukrajina               | Kyjev–Boryspil     |      | 2013 |               |
| Air Arabia Maroc         | Maroko                 | Casablanca         | 2018 | 2019 | [ 1 ]         |
| Air Berlin               | Německo                | Berlín–Tegel       | 2015 | 2017 |               |
| Air Canada               | Kanada                 | Montréal           | 1970 | 1977 |               |
| Air Croatia              | Chorvatsko             | Záhřeb             | 2015 | 2015 | [ 2 ] [ 3 ]   |
| Air Europa               | Španělsko              | Budapešť           |      |      |               |
| Air Europa               | Španělsko              | Madrid             | 2004 |      | [ 4 ]         |
| Air France               | Francie                | Paříž–CDG          |      | 2019 | [ 5 ]         |
| Air Lituanica            | Litva                  | Vilnius            | 2013 | 2015 | [ 6 ] [ 7 ]   |
| Air Moldova              | Moldavsko              | Kišiněv            |      | 2010 | [ 8 ]         |
| Air One                  | Itálie                 | Benátky            |      | 2014 | [ 9 ]         |
| Air One                  | Itálie                 | Catania            | 2013 | 2014 | [ 10 ]        |
| Air One                  | Itálie                 | Milán–Linate       |      | 2014 |               |
| Air One                  | Itálie                 | Milán–Malpensa     |      | 2013 | [ 10 ]        |
| Air One                  | Itálie                 | Pisa               |      | 2014 | [ 9 ]         |
| Air Ostrava              | Česko                  | Berlín             |      |      |               |
| Air Ostrava              | Česko                  | Hannover           |      |      |               |
| Air Ostrava              | Česko                  | Lublaň             | 1998 |      | [ 11 ]        |
| Air Ostrava              | Česko                  | Ostrava            |      |      |               |
| Air Terrex               | Česko                  | Bratislava         |      |      |               |
| Air Terrex               | Česko                  | Brno–Tuřany        |      |      |               |
| Air Via                  | Bulharsko              | Burgas             |      |      |               |
| Air Via                  | Bulharsko              | Varna              |      |      |               |
| Alitalia                 | Itálie                 | Pisa               | 2014 | 2016 | [ 12 ]        |
| American Airlines        | USA                    | Filadelfie         | 2018 | 2020 |               |
| Bmibaby                  | Spojené království     | Belfast            |      | 2010 |               |
| Bmibaby                  | Spojené království     | Birmingham         |      | 2012 |               |
| Central Connect Airlines | Česko                  | Brno–Tuřany        |      | 2011 |               |
| Central Connect Airlines | Česko                  | Lipsko             | 2010 |      | [ 8 ]         |
| Central Connect Airlines | Česko                  | Ostrava            |      |      |               |
| Central Connect Airlines | Česko                  | Poznaň             | 2010 |      | [ 8 ]         |
| Cimber Sterling          | Dánsko                 | Billund            |      | 2013 |               |
| Cimber Sterling          | Dánsko                 | Kodaň              | 2007 | 2013 |               |
| City Airline             | Švédsko                | Göteborg           |      |      |               |
| Clickair                 | Španělsko              | Barcelona–El Prat  | 2006 |      | [ 13 ]        |
| Czech Connect Airlines   | Česko                  | Atény              | 2011 | 2011 |               |
| Czech Connect Airlines   | Česko                  | Ženeva             | 2011 | 2011 |               |
| České aerolinie          | Česko                  | Abú Zábí           | 2011 | 2013 |               |
| České aerolinie          | Česko                  | Aarhus             | 2017 | 2018 | [ 14 ]        |
| České aerolinie          | Česko                  | Aleppo             | 2000 |      |               |
| České aerolinie          | Česko                  | Almaty             | 2007 | 2014 |               |
| České aerolinie          | Česko                  | Atény              |      | 2015 |               |
| České aerolinie          | Česko                  | Baku               | 2011 |      |               |
| České aerolinie          | Česko                  | Bangkok            | 1988 |      |               |
| České aerolinie          | Česko                  | Berlín             | 1948 | 2014 |               |
| České aerolinie          | Česko                  | Bělehrad           |      | 2011 |               |
| České aerolinie          | Česko                  | Billund            | 2015 | 2015 |               |
| České aerolinie          | Česko                  | Bratislava         |      | 2019 | [ 15 ]        |
| České aerolinie          | Česko                  | Brno–Tuřany        | 1937 | 2011 |               |
| České aerolinie          | Česko                  | Brno–Černovice     | 1926 | 1937 |               |
| České aerolinie          | Česko                  | Chicago            | 1992 |      |               |
| České aerolinie          | Česko                  | Cork               | 2003 | 2015 |               |
| České aerolinie          | Česko                  | Curych             |      | 2011 |               |
| České aerolinie          | Česko                  | Doněck             |      | 2011 |               |
| České aerolinie          | Česko                  | Dubaj              |      | 2007 |               |
| České aerolinie          | Česko                  | Dublin             | 1999 |      |               |
| České aerolinie          | Česko                  | Dubrovník          | 2010 | 2011 |               |
| České aerolinie          | Česko                  | Edinburgh          | 2003 | 2016 |               |
| České aerolinie          | Česko                  | Glasgow            | 2004 |      |               |
| České aerolinie          | Česko                  | Hannover           | 1995 |      |               |
| České aerolinie          | Česko                  | Havana             | 1962 |      |               |
| České aerolinie          | Česko                  | Hevíz–Balaton      | 2017 | 2017 | [ 16 ]        |
| České aerolinie          | Česko                  | Iraklio            | 2008 |      |               |
| České aerolinie          | Česko                  | Istanbul–Atatürk   | 1947 | 2010 |               |
| České aerolinie          | Česko                  | Jakarta            | 1960 |      |               |
| České aerolinie          | Česko                  | Jerevan            |      | 2014 |               |
| České aerolinie          | Česko                  | Jekatěrinburg      | 2014 | 2019 |               |
| České aerolinie          | Česko                  | Karlovy Vary       |      | 2003 |               |
| České aerolinie          | Česko                  | Káhira             | 1947 |      |               |
| České aerolinie          | Česko                  | Kolín/Bonn         | 2002 | 2010 |               |
| České aerolinie          | Česko                  | Kaliningrad        | 2014 | 2015 |               |
| České aerolinie          | Česko                  | Krakov             | 2004 |      |               |
| České aerolinie          | Česko                  | Kristiansand       | 2015 | 2015 |               |
| České aerolinie          | Česko                  | Larnaka            | 2011 | 2011 |               |
| České aerolinie          | Česko                  | Lublaň             | 2001 |      |               |
| České aerolinie          | Česko                  | Lisabon            |      | 2019 |               |
| České aerolinie          | Česko                  | Lodž               | 2015 | 2016 |               |
| České aerolinie          | Česko                  | Londýn–Gatwick     | 2004 | 2010 |               |
| České aerolinie          | Česko                  | Londýn–Heathrow    |      |      |               |
| České aerolinie          | Česko                  | Londýn–Stansted    |      |      |               |
| České aerolinie          | Česko                  | Lucemburk          | 2004 | 2006 |               |
| České aerolinie          | Česko                  | Lvov               | 1992 |      |               |
| České aerolinie          | Česko                  | Male               |      | 2012 |               |
| České aerolinie          | Česko                  | Malmö              | 2017 | 2017 |               |
| České aerolinie          | Česko                  | Manchester         | 1992 | 2010 |               |
| České aerolinie          | Česko                  | Manáma             | 1992 |      |               |
| České aerolinie          | Česko                  | Mariánské lázně    | 1927 |      |               |
| České aerolinie          | Česko                  | Marseille          | 2004 |      |               |
| České aerolinie          | Česko                  | Minsk              |      | 2013 |               |
| České aerolinie          | Česko                  | Montréal           | 1970 | 2007 |               |
| České aerolinie          | Česko                  | Mnichov            |      | 2013 |               |
| České aerolinie          | Česko                  | New York–JFK       | 1970 | 2010 |               |
| České aerolinie          | Česko                  | New York–Newark    | 2003 | 2005 |               |
| České aerolinie          | Česko                  | Nižnij Novgorod    | 2012 | 2014 |               |
| České aerolinie          | Česko                  | Novosibirsk        | 2009 | 2009 |               |
| České aerolinie          | Česko                  | Oslo               | 1998 | 2015 |               |
| České aerolinie          | Česko                  | Ostrava            |      | 2019 | [ 15 ]        |
| České aerolinie          | Česko                  | Perm               | 2013 | 2014 | [ 17 ]        |
| České aerolinie          | Česko                  | Praha–Kbely        | 1923 | 1937 |               |
| České aerolinie          | Česko                  | Poprad             |      | 2012 |               |
| České aerolinie          | Česko                  | Riga               | 1992 |      |               |
| České aerolinie          | Česko                  | Řešov              |      | 2016 |               |
| České aerolinie          | Česko                  | Sliač              | 2003 | 2007 |               |
| České aerolinie          | Česko                  | Sofie              | 1948 | 2012 |               |
| České aerolinie          | Česko                  | Soluň              | 2001 |      |               |
| České aerolinie          | Česko                  | Soul–Inčchon       | 2013 | 2020 | [ 18 ]        |
| České aerolinie          | Česko                  | Split              |      | 2011 |               |
| České aerolinie          | Česko                  | Stavanger          | 2015 | 2015 |               |
| České aerolinie          | Česko                  | Stuttgart          | 1995 | 2015 |               |
| České aerolinie          | Česko                  | Štrasburk          | 2008 | 2019 | [ 19 ]        |
| České aerolinie          | Česko                  | Tallinn            | 2003 |      |               |
| České aerolinie          | Česko                  | Taškent            |      | 2014 |               |
| České aerolinie          | Česko                  | Tbilisi            | 2007 | 2014 |               |
| České aerolinie          | Česko                  | Tel Aviv           | 1991 |      |               |
| České aerolinie          | Česko                  | Tirana             | 2012 |      |               |
| České aerolinie          | Česko                  | Toronto            | 1992 | 2009 |               |
| České aerolinie          | Česko                  | Turín              |      |      |               |
| České aerolinie          | Česko                  | Užhorod            | 1929 |      |               |
| České aerolinie          | Česko                  | Vídeň              | 1992 | 2008 |               |
| České aerolinie          | Česko                  | Vilnius            | 2001 |      |               |
| České aerolinie          | Česko                  | Ženeva             | 2012 | 2014 |               |
| České aerolinie          | Česko                  | Žilina             | 2005 | 2012 |               |
| Darwin Airline           | Švýcarsko              | Ženeva             | 2012 | 2013 |               |
| Darwin Airline           | Švýcarsko              | Florencie          |      |      | [ 20 ]        |
| Delta Air Lines          | Spojené státy americké | Atlanta            | 2007 |      | [ 21 ]        |
| easyJet                  | Spojené království     | Berlín–Tegel       | 2017 | 2018 | [ 22 ]        |
| easyJet                  | Spojené království     | Paříž–CDG          |      | 2017 |               |
| easyJet                  | Spojené království     | Řím–Fiumicino      |      | 2017 |               |
| easyJet                  | Spojené království     | Doncaster          |      |      |               |
| easyJet                  | Spojené království     | East Midlands      |      |      |               |
| easyJet                  | Spojené království     | Lyon               |      |      |               |
| easyJet                  | Spojené království     | Newcastle          |      |      |               |
| easyJet                  | Spojené království     | Dortmund           |      |      |               |
| easyJet                  | Spojené království     | Ženeva             |      |      |               |
| Enter Air                | Polsko                 | Madeira            |      |      |               |
| Enter Air                | Polsko                 | Pafos              |      |      |               |
| Estonian Air             | Estonsko               | Tallinn            |      | 2015 |               |
| Fly Baboo                | Švýcarsko              | Ženeva             |      |      |               |
| Flybe                    | Spojené království     | Southend (Londýn)  | 2017 | 2019 | [ 23 ]        |
| Flyglobespan             | Spojené království     | Glasgow            | 2004 | 2004 | [ 24 ]        |
| Freebird Airlines        | Turecko                | Instanbul–Atatürk  |      |      |               |
| Georgian Airways         | Gruzie                 | Tbilisi            | 2001 | 2006 | [ 25 ]        |
| Hainan Airlines          | Čína                   | Bělehrad           | 2017 | 2018 | [ 26 ] [ 27 ] |
| Hainan Airlines          | Čína                   | Peking             | 2015 | 2020 | [ 28 ]        |
| Holidays Czech Airlines  | Česko                  | Reykjavík/Keflavík |      |      |               |
| China Eastern            | Čína                   | Šanghaj            | 2016 | 2020 | [ 29 ]        |
| China Eastern            | Čína                   | Si-an              | 2017 | 2020 | [ 30 ]        |
| Iran Air                 | Írán                   | Teherán            |      | 2017 | [ 31 ]        |
| Iraqi Airways            | Irák                   | Bagdád             | 1961 | 1989 | [ 32 ]        |
| Jet2.com                 | Spojené království     | Newcastle          | 2010 |      | [ 8 ]         |
| Jetairfly                | Belgie                 | Charleroi          |      |      |               |
| KD Avia                  | Rusko                  | Kaliningrad        | 2007 | 2009 | [ 33 ]        |
| Lufthansa                | Německo                | Milán–Malpensa     |      |      |               |
| Luxair                   | Lucembursko            | Saarbrücken        |      |      |               |
| Malév                    | Maďarsko               | Budapešť           |      |      |               |
| Macedonian Airlines      | Makedonie              | Skopje             |      |      |               |
| Meridiana                | Itálie                 | Florencie          | 2006 |      | [ 34 ]        |
| Norwegian Air Shuttle    | Norsko                 | Bergen             |      | 2019 | [ 35 ]        |
| Norwegian Air Shuttle    | Norsko                 | Helsinky           |      | 2019 | [ 35 ]        |
| Norwegian Air Shuttle    | Norsko                 | Göteborg           |      | 2019 | [ 35 ]        |
| Norwegian Air Shuttle    | Norsko                 | Stavanger          | 2007 | 2010 | [ 36 ]        |
| Norwegian Air Shuttle    | Norsko                 | Trondheim          | 2004 |      | [ 37 ]        |
| Nouvelair                | Tunisko                | Enfidha            |      |      |               |
| Nouvelair                | Tunisko                | Džerba             |      |      |               |
| Nouvelair                | Tunisko                | Tabarka            |      |      |               |
| Orenair                  | Rusko                  | Volgograd          | 2012 |      |               |
| Pan American             | Spojené státy americké | New York–JFK       |      |      |               |
| Polet Airlines           | Rusko                  | Voroněž            | 2010 |      | [ 8 ]         |
| Ryanair                  | Irsko                  | East Midlands      |      |      |               |
| Ryanair                  | Irsko                  | Frankfurt–Hahn     | 2008 |      | [ 38 ]        |
| Ryanair                  | Irsko                  | Marrákéš           |      | 2020 | [ 1 ]         |
| Saratov Airlines         | Rusko                  | Saratov            | 2013 | 2015 | [ 39 ]        |
| Sky Airlines             | Turecko                | Antalya            |      |      |               |
| SkyEurope Airlines       | Slovensko              | Amsterdam          |      |      |               |
| SkyEurope Airlines       | Slovensko              | Barcelona–El Prat  |      |      |               |
| SkyEurope Airlines       | Slovensko              | Benátky–Treviso    |      |      |               |
| SkyEurope Airlines       | Slovensko              | Bratislava         |      |      |               |
| SkyEurope Airlines       | Slovensko              | Brusel             |      |      |               |
| SkyEurope Airlines       | Slovensko              | Burgas             |      |      |               |
| SkyEurope Airlines       | Slovensko              | Catania            |      |      |               |
| SkyEurope Airlines       | Slovensko              | Dubrovník          |      |      |               |
| SkyEurope Airlines       | Slovensko              | Košice             |      |      |               |
| SkyEurope Airlines       | Slovensko              | Londýn–Luton       |      |      |               |
| SkyEurope Airlines       | Slovensko              | Milán–Bergamo      |      |      |               |
| SkyEurope Airlines       | Slovensko              | Paříž–Orly         |      |      |               |
| SkyEurope Airlines       | Slovensko              | Pisa               |      |      |               |
| SkyEurope Airlines       | Slovensko              | Rimini             |      |      |               |
| SkyEurope Airlines       | Slovensko              | Řím–Fiumicino      |      |      |               |
| SkyEurope Airlines       | Slovensko              | Soluň              |      |      |               |
| SkyEurope Airlines       | Slovensko              | Split              |      |      |               |
| SkyEurope Airlines       | Slovensko              | Vídeň              |      |      |               |
| SkyEurope Airlines       | Slovensko              | Lisabon            |      |      |               |
| SkyEurope Airlines       | Slovensko              | Terst              |      |      |               |
| SkyEurope Airlines       | Slovensko              | Turín              |      |      |               |
| Smartwings               | Česko                  | Bukurešť           | 2010 | 2010 | [ 40 ]        |
| Spanair                  | Španělsko              | Barcelona–El Prat  |      |      |               |
| Swiss                    | Švýcarsko              | Basilej/Mulhouse   |      |      |               |
| Tatarstan Airlines       | Rusko                  | Kazaň              |      | 2013 |               |
| Tatarstan Airlines       | Rusko                  | Perm               |      |      |               |
| Thomsonfly               | Spojené království     | Londýn–Luton       |      |      |               |
| Thomsonfly               | Spojené království     | Manchester         |      |      |               |
| Transaero                | Rusko                  | Moskva–Vnukovo     | 2015 | 2015 |               |
| Transavia                | Nizozemsko             | Rotterdam          | 2011 |      | [ 41 ]        |
| Tunis Air                | Tunisko                | Tunis              |      |      |               |
| Ural Airlines            | Rusko                  | Čeljabinsk         |      |      |               |
| Ural Airlines            | Rusko                  | Nižnij Novgorod    |      |      |               |
| UP                       | Izrael                 | Tel Aviv           | 2014 | 2018 |               |
| Volareweb.com            | Itálie                 | Benátky            | 2003 | 2004 | [ 42 ]        |
| Vueling                  | Španělsko              | Brusel             | 2014 | 2016 |               |
| Vueling                  | Španělsko              | Toulouse           | 2011 |      |               |
| Wind Jet                 | Itálie                 | Forli              | 2009 | 2011 | [ 43 ]        |
| Wind Jet                 | Itálie                 | Rimini             | 2011 | 2012 | [ 43 ]        |
| Wizz Air                 | Maďarsko               | Barcelona–El Prat  |      | 2013 | [ 44 ]        |
| Wizz Air                 | Maďarsko               | Beauvais           |      | 2010 | [ 45 ]        |
| Wizz Air                 | Maďarsko               | Benátky            |      | 2018 |               |
| Wizz Air                 | Maďarsko               | Benátky–Treviso    |      | 2018 |               |
| Wizz Air                 | Maďarsko               | Bergamo            |      | 2018 | [ 46 ]        |
| Wizz Air                 | Maďarsko               | Dubaj–Al-Maktúma   |      |      |               |
| Wizz Air                 | Maďarsko               | Eindhoven          |      | 2013 |               |
| Wizz Air                 | Maďarsko               | Ejlat-Uvda         | 2017 | 2018 | [ 46 ]        |
| Wizz Air                 | Maďarsko               | Liverpool          |      | 2010 |               |
| Wizz Air                 | Maďarsko               | Londýn–Luton       |      | 2020 | [ 47 ]        |
| Wizz Air                 | Maďarsko               | Malmö              |      | 2010 | [ 48 ]        |
| Wizz Air                 | Maďarsko               | Milán–Bergamo      |      | 2018 |               |
| Wizz Air                 | Maďarsko               | Neapol             |      | 2018 | [ 46 ]        |
| Wizz Air                 | Maďarsko               | Oslo               |      | 2010 | [ 48 ]        |
| Wizz Air                 | Maďarsko               | Reykjavík–Keflavík | 2017 | 2018 | [ 46 ]        |
| Wizz Air                 | Maďarsko               | Řím–Ciampino       |      | 2018 |               |
| Wizz Air                 | Maďarsko               | Tel Aviv           |      | 2018 | [ 46 ]        |
| Wizz Air                 | Maďarsko               | Treviso            |      | 2018 | [ 46 ]        |
| Yakutia Airlines         | Rusko                  | Krasnodar          | 2010 | 2015 | [ 39 ]        |
| Yamal Airlines           | Rusko                  | Ťumeň              |      |      |               |

## Nákladní linky

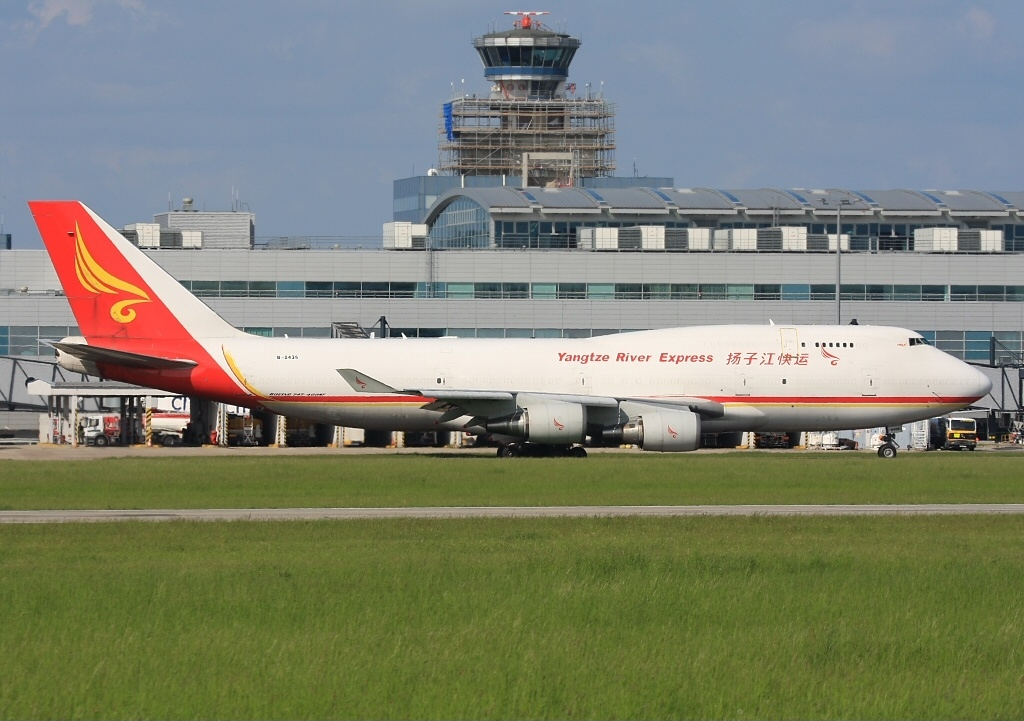
Mezi roky 2010 až 2013 v Praze pravidelně přistával Boeing 747-400 nákladní společnosti Yangtze River Express

| Letecká společnost     | Původ     | Destinace                             | Letoun          | Z    | K    | Ref           |
| ---------------------- | --------- | ------------------------------------- | --------------- | ---- | ---- | ------------- |
| Cargo Moravia Airlines | Česko     | Hanoj                                 | Boeing 707      |      |      |               |
| Cargo Moravia Airlines | Česko     | Holešov                               | Boeing 707      |      |      |               |
| China Airlines         | Tchaj-wan | Abú Zábí, Dubaj, Lucemburk, Tchaj-pej | Boeing 747-400F | 2004 | 2019 | [ 49 ] [ 50 ] |
| Yangtze River Express  | Čína      | Lucemburk, Šanghaj–Pudong             | Boeing 747-400F | 2010 | 2013 | [ 51 ] [ 52 ] |

## Bývalá báze
Toto je výčet společností, které v minulosti prozovaly na pražském letišti leteckou základnu (bázi/uzel):
- ABA Air (1996 – 2005)
- Air Terrex (1992 – 1995)
- Československá letecká společnost (1937 – 1939)
- Ensor Air (1992 – 1994)
- Espe Air (1991 – 1994)
- Fischer Air (1997 – 2005)
- Georgia Air Prague (1992 – 1997)
- Holidays Czech Airlines (2010 – 2014)
- IDG Technology Airlines (1997 – 1998)
- SkyEurope Airlines (2006 – 2009)
- Wizz Air (2016 – 2018)[46]